# Internetradio
Internetradio, netradio eller webradio er distribution af radioudsendelser via internettet (IP).
Lyden pakkes af afsenderen i et digitalt format, der kræver, at lytteren har den nødvendige software til at udpakke den. Populære lydformater omfatter Real Audio, Windows Media, MP3 og (patentfri:) Ogg Vorbis. Selve transporten sker via RTP-protokollen oven på UDP eller TCP. Transporten styres af RTSP, RTCP.
Digital radio (inkl. internetradio) er følsom over for datapakkeforsinkelsesvariation (jitter). Men jo større bufferstørrelse, jo mere tolerant er transporten over for forsinkelsesvariation, forårsaget af pakketab og andet (se QoS).
TCP er mindre hensigtsmæssig, idet den retransmitterer tabte pakker. Grunden er at genfremsendte datapakker som regel kommer for sent i forhold til pakkens lyddatatid.
Fordelen ved TCP er, at det letttere kommer igennem netudstyr med NAT, da mange NAT-implementeringer ikke kan NATte andet end rå TCP, FTP, ICMP, (kun indefra:) UDP. Mere avancerede protokoller som f.eks. RTSP understøttes ikke.
Internetradio og DAB er begge digitale.
De kom på samme tid, men DAB kan kun modtages lokalt, hvorimod Internetradio (webradio) kan modtages fra hele verden